# Macrotera
Macrotera är ett släkte av bin. Macrotera ingår i familjen grävbin.

## Bildgalleri

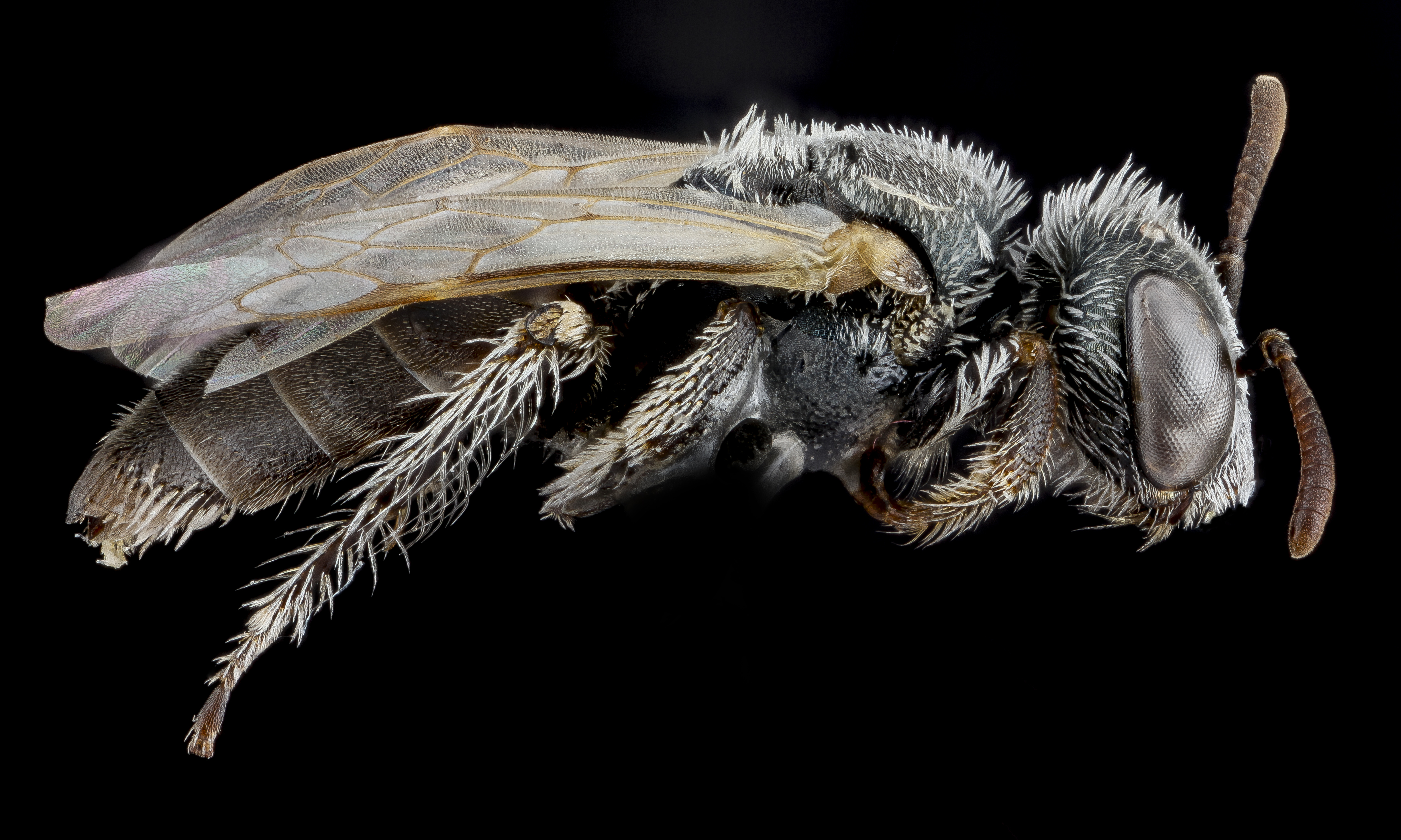
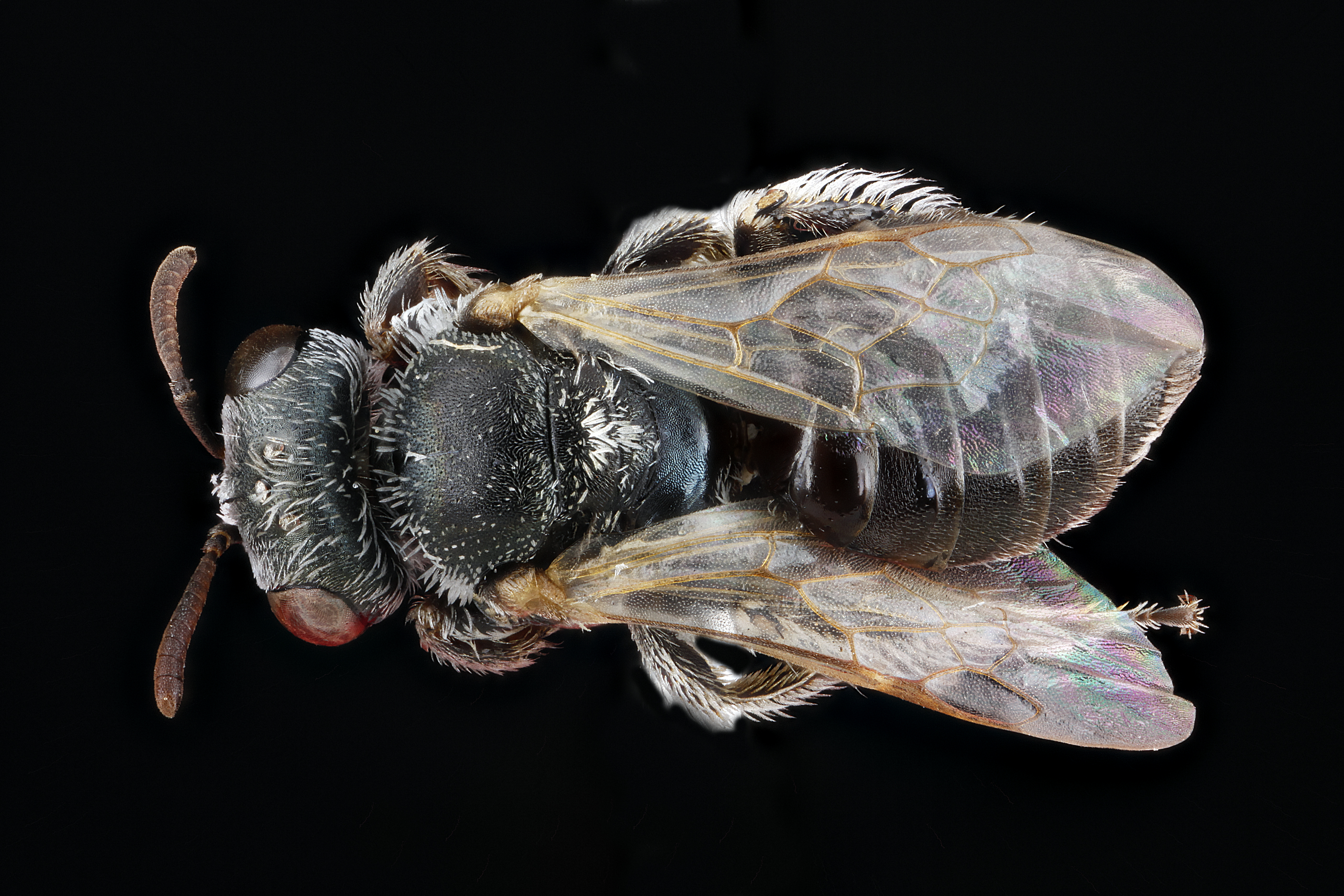
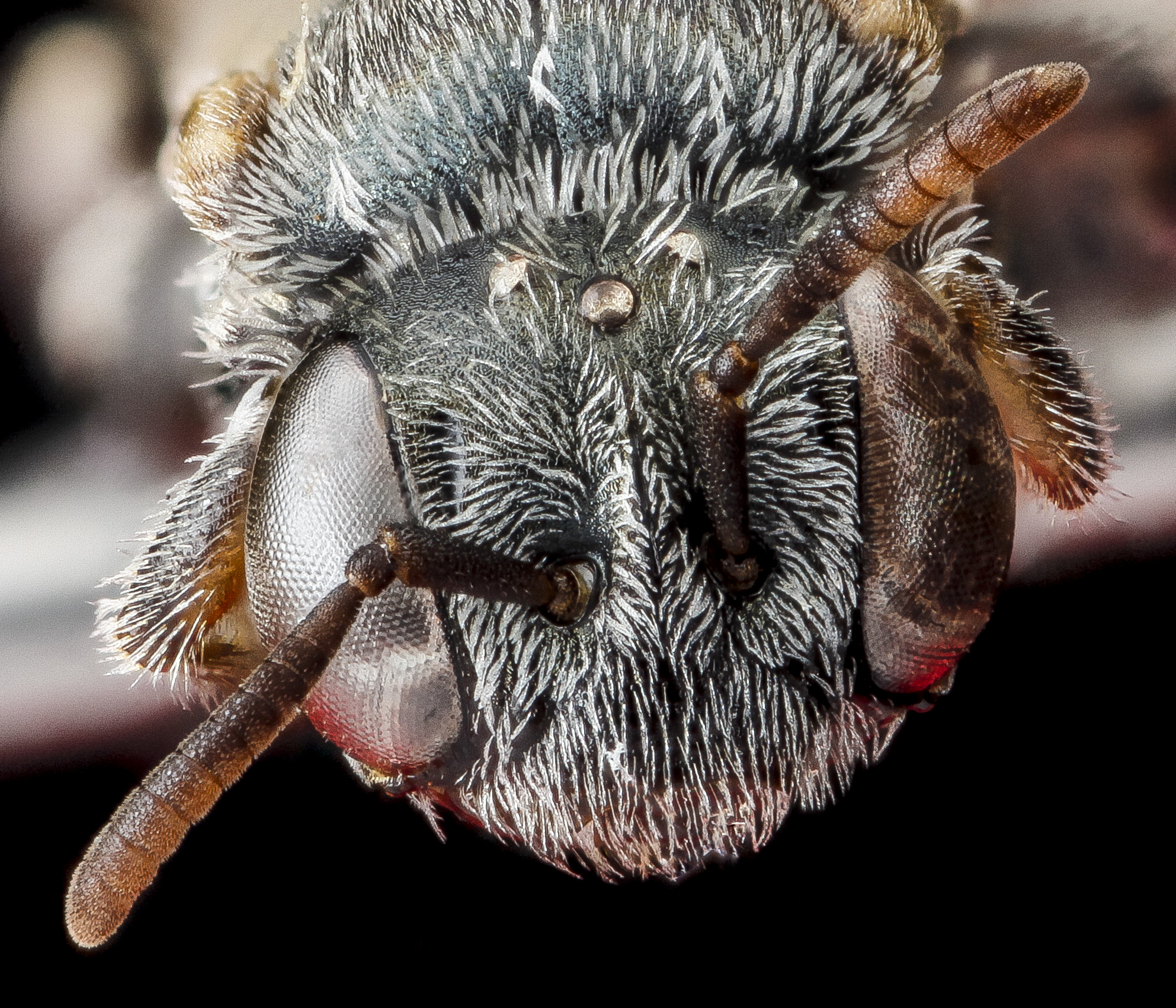
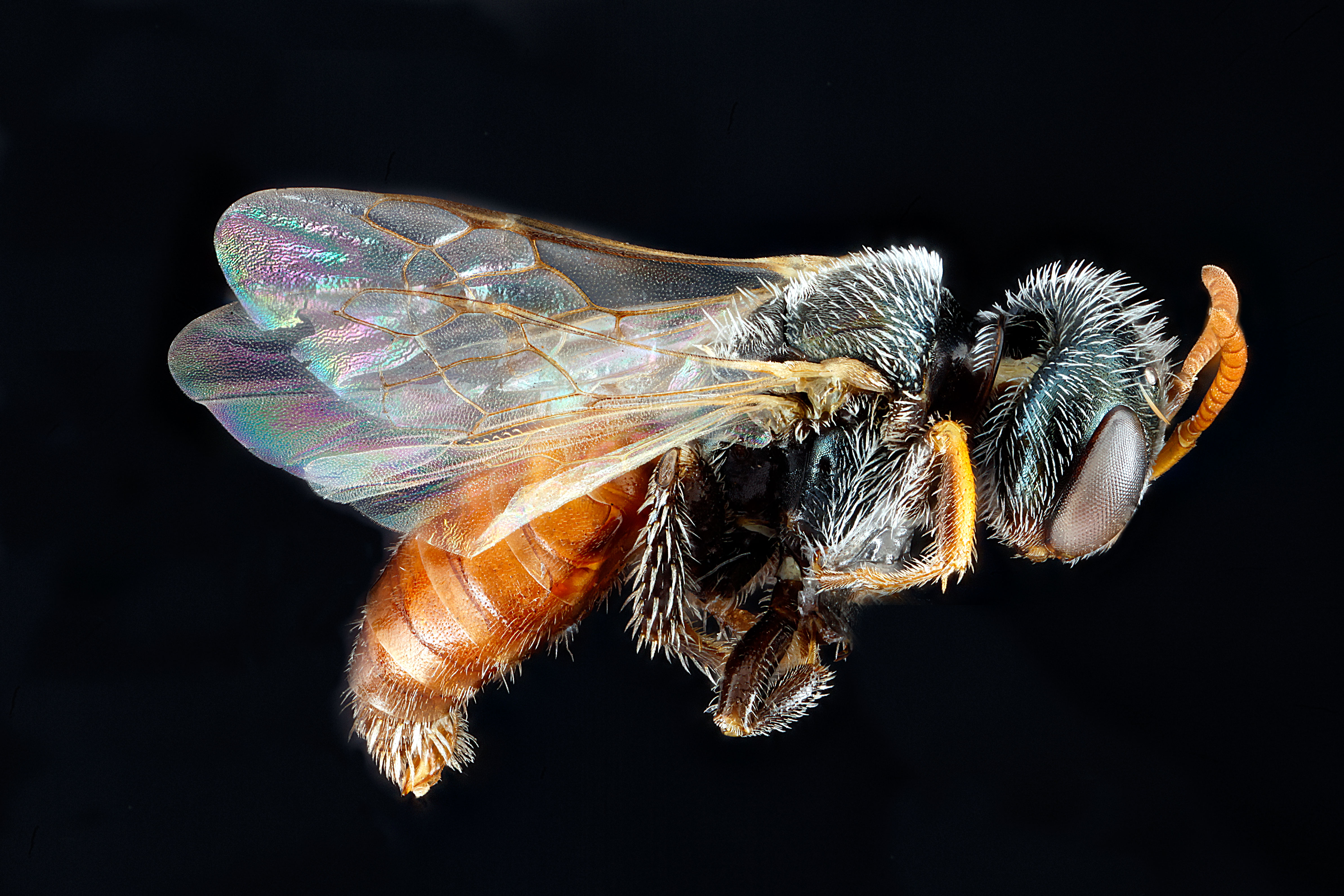

## Dottertaxa tillMacrotera, i alfabetisk ordning[1]
- Macrotera anthracina
- Macrotera arcuata
- Macrotera azteca
- Macrotera bicolor
- Macrotera bidenticauda
- Macrotera carinata
- Macrotera crassa
- Macrotera echinocacti
- Macrotera haplura
- Macrotera knulli
- Macrotera laticauda
- Macrotera latior
- Macrotera lobata
- Macrotera magniceps
- Macrotera mellea
- Macrotera mortuaria
- Macrotera nahua
- Macrotera nigrella
- Macrotera opacella
- Macrotera opuntiae
- Macrotera parkeri
- Macrotera peninsularis
- Macrotera pipiyolin
- Macrotera portalis
- Macrotera robertsi
- Macrotera rubida
- Macrotera seminigra
- Macrotera sinaloana
- Macrotera solitaria
- Macrotera texana
- Macrotera tristella